# Huenchula
Huenchula, Cucao o Chirena és un personatge pertanyent a la mitologia de l'arxipèlag de Chiloé (Xile).

## Descripció i origen del mite
S'explica que Huenchula és una noia de la zona de Cucao (costa occidental de l'Illa Gran de Chiloé) que tenia amors amb un ésser aquàtic, que va ser segrestada per ell i convertida després en guardiana de la fecunditat de l'oceà. Hi ha diverses versions de la història, que difereixen en nombrosos elements, tals com la relació que existia entre la noia i els seus pares, entre ella i l'ésser fantàstic que se la va emportar o el destí del nadó que van tenir, però totes situen els fets en la zona del llac Cucao i en el cas de les versions conegudes actualment, es relata que va succeir específicament a Chanquín, a la vora del llac Huelde. Un mite huilliche sobre l'origen del llac Cucao que va ser registrat al segle xviii, és vist com la primera versió de relat.
A finals de la dècada del 1760, un missioner jesuïta, que podria ser Segismundo Guell, va registrar un mite sobre com es va originar el llac Cucao a la seva Notícia breu i moderna de l'Arxipèlag de Chiloé, del seu terreny, costums dels indis, missions, escrita per un missioner d'aquelles illes l'any 1769 i 70. El mite explica que en una altra època una jove huilliche de nom Cucao anava cada dia a rentar-se a la riba de l'Oceà i que allà tenia trobades amb un wekufe (esperit) marí que la portava mar endins. No obstant això, un dia la seva mare la va reprendre pels seus amors amb aquest ésser i ella li ho va fer saber al seu amant, que confós es va enfurismar i va enderrocar turons per fer una llacuna on tots dos poguessin trobar-se sense ser vistos. Per a Renato Cárdenas, investigador de la cultura de Chiloé, aquesta seria la primera versió de la història de la Huenchula.